# Kunstreferat der Evangelisch-lutherischen Landeskirche Hannovers
Das Kunstreferat der Evangelisch-lutherischen Landeskirche Hannovers wurde 1980 gegründet und ist zuständig für alle Fragen zum Thema Kunst in der Landeskirche. Es betreut die Kunstsammlung der Landeskirche. Das Kunstreferat ist in das Landeskirchenamt Hannover eingebunden.

## Aufgaben
Das Kunstreferat ist zuständig für die Inventarisierung und Einordnung des Kunstgutes in den Kirchen, betreut und berät bei Restaurierung von Kunstgegenständen, berät die Gemeinden  bei der Anschaffung, Pflege und Wiederherstellung von Abendmahlsgeräten sowie bei Fragen der Sicherung und bei Leihgaben an Museen und Ausstellungen.
Das Kunstreferat publiziert Handreichungen, Flyer, Artikel, Schriften, Kataloge und Bücher zum Thema Kunst.
Vom 12. November 2009 bis 21. Februar 2010 wurde zum ersten Mal im Museum August Kestner die in ihrer Form einzigartige landeskirchliche Sammlung an Kelchen, Patenen, Hostiendosen und Abendmahlskannen ausgestellt und dem Museum August Kestner als Dauerleihgabe zur Verfügung gestellt.
Das Referat arbeitet mit anderen Stellen in der Landeskirche, z.B: dem Arbeitsfeld Kunst+Kultur im Haus kirchlicher Dienste eng zusammen.

### Die Landeskirchliche Kunstsammlung
Das Kunstreferat ist zuständig für die Betreuung der landeskirchlichen Kunstsammlung. Seit den 1990er Jahren werden  Zeichnungen, Grafiken, Gemälde, Skulpturen und Reliefs gesammelt und angekauft. Unterstützt wird das Referat durch die Klosterkammer Hannover. Heute umfasst die Sammlung etwa 1.200 Objekte, hauptsächlich Zeichnungen, Modelle, Arbeitsproben von Künstlern, die für die Landeskirche tätig waren. Ein Schwerpunkt ist die Darstellung der Altargestaltung der letzten 20 Jahre sowie Glaskunst und Bilderzyklen.
Seit 2002 finden im Landeskirchenamt regelmäßig Ausstellungen statt, die öffentlich zugänglich sind. Bisher waren Werke von Künstlern wie Jacques Gassmann, Ulrich Ahrensmeier, Siegfried Zimmermann, Hermann Buß oder Hilko Schomerus zu sehen.

## Weblink
- http://www.evlka.de/kunstreferat/content.php?contentTypeID=943